# 宮部愛芽世
宮部 愛芽世（みやべ あめぜ、2001年10月12日 - ）は、日本の女子バレーボール選手。

## 来歴
兵庫県尼崎市出身。
日本代表の宮部藍梨を姉に持つ。中学は姉と同様に金蘭会中学校に進学。
2017年3月の中学卒業の頃、第11回アジアユース選手権に向けたU-18日本代表メンバーに選出され、チームは優勝を果たした。高校も姉と同様にそのまま金蘭会高等学校に進学。同年8月開催の第15回世界ユース選手権に向けたU-18日本代表メンバーにも選出された。
春高でも、1年生、2年生のときに第70回、第71回大会でチームの連覇に貢献する。3連覇は逃したが、第72回もベスト4に入った。
2019年、日本代表登録メンバーに選出された。同年のU20日本代表にも選出され、第20回女子U20世界選手権に出場し、チームは優勝を果たした。
2020年、東海大学に進学。
2021年、全日本大学選手権大会（全日本インカレ）で優勝し、ベストスコアラー賞とスパイク賞を受賞した。
2022年、姉妹揃って世界選手権のメンバーに選出された。同年、全日本インカレで連覇を果たし、ブロック賞を受賞した。
2023年、V・サマーリーグ女子西部大会にバレーボール女子ユニバ日本代表として出場し、チームの優勝に貢献し、最優秀選手賞を受賞した。同年、FISUワールドユニバーシティゲームズ（2021成都）のユニバーシアード日本代表に選出され、銀メダルを獲得した。また、全日本インカレで3連覇は逃したが、東海大学の準優勝に貢献し、敢闘選手賞を受賞した。
2023-24シーズン、V.LEAGUE DIVISION1 WOMEN（V1女子）に所属するJTマーヴェラス（現・大阪マーヴェラス）の内定選手となった。内定選手としてV1女子の試合に出場し、Vリーグデビューを果たした。
2024年、東海大学を卒業。正式にJTに入団した。
2025年5月、ジャパンビーチバレーボールツアー2025第2戦グランドスラムグランフロント大阪大会に金蘭会中・高の後輩である秋重若菜とのペアで出場。同年、ワールドユニバーシティゲームズ日本代表に選出され、2大会連続の銀メダルを獲得した。

## 人物
- 上述の通り宮部藍梨は姉である。また、ナイジェリア人の父と日本人の母を持つ[19]。

## 球歴
- 日本代表 （2019年、2022-2023年、2025年）
  - 世界選手権 - 2022年
- ユニバーシアード日本代表 - 2023年、2025年
- U20日本代表
  - U20世界選手権 - 2019年 (en)
- U18日本代表
  - 世界ユース選手権 - 2017年
  - アジアユース選手権 - 2017年

## 所属チーム
- 金蘭会中学校（2014-2017年）
- 金蘭会高等学校（2017-2020年）
- 東海大学（2020-2024年）
- JTマーヴェラス/大阪マーヴェラス（2024年-）

## 受賞歴
- 2021年 - 第68回全日本大学選手権大会 ベストスコアラー賞、スパイク賞
- 2022年 - 第69回全日本大学選手権大会 ブロック賞
- 2023年 - V・サマーリーグ女子西部大会 最優秀選手賞
- 2023年 - 第70回全日本大学選手権大会 敢闘選手賞

- 2024年 - V・サマーリーグ西部大会 敢闘賞[20]